# Hä?
Hä? ist die deutsche Schreibweise der in vielen Sprachen verstandenen Interjektion, mit der eine Verständnisfrage ausgedrückt und zur Klärung aufgefordert wird. Es wird synonym zur Frage „Wie bitte?“ verwendet und bedeutet sinngemäß: „Entschuldigung, ich habe dich nicht verstanden, kannst du das bitte noch mal sagen oder mir erklären?“
In der deutschen Sprache wird der Ausruf „Hä?“ oft als unhöflich empfunden. Neben der Klärung von Verständnisfragen kann mit „Hä?“ im Deutschen auch ausgedrückt werden, dass man etwas für abwegig – also vom Inhalt der Botschaft her generell unverständlich – hält.

## In anderen Sprachen
Das Wort wird in unterschiedlichen Sprachen verschieden geschrieben. Es wird immer ähnlich ausgesprochen und dient immer dem gleichen Zweck: Der durch ein Verständnisproblem gestörte Dialog soll schnell wieder in Gang gebracht werden. Linguisten haben gezeigt, dass „Hä?“ in Sprachen in aller Welt verstanden wird. Es ist bisher das einzige bekannte Wort mit dieser universellen Verbreitung über verschiedene Länder, Völker, Sprachen und Kulturen.
Die folgende Tabelle enthält Beispiele in verschiedenen Sprachen und unterschiedlichen Schreibweisen:
|                                                  | Englisch | Spanisch | Französisch | Hochchinesisch | Ukrainisch | Russisch und Bulgarisch | Lao  | Italienisch |
| ------------------------------------------------ | -------- | -------- | ----------- | -------------- | ---------- | ----------------------- | ---- | ----------- |
| Original                                         | Huh?     | ¿E?      | Hein?       | 咦?            | Га?        | A?                      |      | Eh?         |
| Deutsch umschrieben                              | Ha?      | E?       | Hä?         |                | Ha?        | A?                      |      | Eh?         |
| Lautschrift (IPA)                                |          | e↗       | hä↗         | ãː↗            | ha↗        | aː↗                     | hãː↗ | ɛː↗         |
|                                                  |          |          |             |                |            |                         |      |             |
| Der Pfeil „↗“ bedeutet, dass die Tonhöhe steigt. |          |          |             |                |            |                         |      |             |